# Crespelle
Automobiles F. Crespelle war ein französischer Hersteller von Automobilen.

## Unternehmensgeschichte
Das Unternehmen aus Paris begann 1906 mit der Produktion von Automobilen. Der Markenname lautete Crespelle. 1923 endete die Produktion.

## Fahrzeuge
Zunächst wurden Rennwagen hergestellt. Zum Einsatz kamen Einzylinder-Einbaumotoren von Aster mit 1694 cm³ Hubraum und von De Dion-Bouton mit 2199 cm³ Hubraum. Ab 1913 wurde ein Vierzylindermotor von Janvier mit 2982 cm³ Hubraum verwendet.
Die Fahrzeuge nach dem Ersten Weltkrieg hatten Vierzylindermotoren von Sergant mit 1590 cm³, 2116 cm³ und 2410 cm³ Hubraum.
- 7 CV; 1244 cm³ Hubraum; 60 mm Bohrung, 110 mm Hub, Dreiganggetriebe
- 12 CV; 2120 cm³ Hubraum; 75 mm Bohrung, 120 mm Hub, Dreiganggetriebe
- 14 CV; 3016 cm³ Hubraum; 80 mm Bohrung, 150 mm Hub, Vierganggetriebe
- 20 CV; 3817 cm³ Hubraum; 90 mm Bohrung, 150 mm Hub, Vierganggetriebe[4]